# Theatergroep Wederzijds
Wederzijds was een Nederlandse jeugdtheatergroep. De Amsterdamse groep ontstond in 1972 en geldt als het oudste jeugdtheatergezelschap van Nederland. In 2009 fuseerde de groep met Huis aan de Amstel tot De Toneelmakerij. Daarmee ontstond een van de grootste Nederlandse jeugdtheatergezelschappen. De groep speelt en speelde op scholen en in grote zalen.
De groep  maakte veel gebruik van muziektheater, waarbij taal, muziek, beweging en bijzondere kostumering samengaan.
De groep had  veel succes, ook buiten Nederland en speelde tientallen stukken. Stukken die veelgeprezen werden zijn "Het bijzondere leven van Hilletje Jans" (1983), "Verzamelen voor de bruid" (1985), "Zwanen zien er altijd zo nieuw uit" (1988), "De ballade van Garuma" (1989) en "De Jongeling" (1992). Al deze stukken zijn geschreven en geregisseerd door Ad de Bont die lange tijd artistiek leider was. 